# Пэтмор, Шерон
Ше́рон Ли Пэ́тмор (до замужества — Бью́кенен) (англ. Sharon Lee Patmore (Buchanan); род. 12 марта 1963, Басселтон) — австралийская хоккеистка (хоккей на траве), нападающий. Олимпийская чемпионка 1988 года, участница летних Олимпийских игр 1984 и 1992 годов, серебряный призёр чемпионата мира 1990 года, бронзовый призёр чемпионата мира 1983 года. 

## Биография
Шерон Пэтмор родилась 12 марта 1963 года в австралийском городе Басселтон.
Начала заниматься хоккеем на траве в 4-летнем возрасте. В школьные годы также занималась теннисом, плаванием, баскетболом, софтболом, гимнастикой.
В 1975 году уже играла за сборную Западной Австралии среди девушек до 16 лет, в 1978 году была её капитаном. В 1979 году стала капитаном сборной Западной Австралии среди девушек до 19 лет.
В 1980 году дебютировала в женской сборной Австралии. Должна была выступить на летних Олимпийских играх в Москве, однако Австралия присоединилась к бойкоту США.
В 1983 году завоевала бронзовую медаль чемпионата мира в Куала-Лумпуре.
В 1984 году вошла в состав женской сборной Австралии по хоккею на траве на летних Олимпийских играх в Лос-Анджелесе, занявшей 4-е место. Играла на позиции нападающего, провела 5 матчей, забила 2 мяча (по одному в ворота сборных ФРГ и Новой Зеландии).
В 1988 году вошла в состав женской сборной Австралии по хоккею на траве на летних Олимпийских играх в Сеуле и завоевала золотую медаль. Играла на позиции нападающего, провела 5 матчей, забила 2 мяча в ворота сборной Нидерландов.
12 июня 1989 года награждена медалью ордена Австралии за заслуги перед хоккеем на траве.
В 1990 году завоевала серебряную медаль на чемпионате мира в Сиднее.
В 1992 году вошла в состав женской сборной Австралии по хоккею на траве на летних Олимпийских играх в Барселоне и завоевала золотую медаль. Играла на позиции нападающего, провела 5 матчей, мячей не забивала. Была капитаном команды.
Завоевала четыре медали Трофея чемпионов: серебро в 1987 и 1989 годах, золото в 1991 и 1993 годах. В 1991 году была признана лучшим игроком турнира.
В 1993 году завершила международную карьеру, проведя за сборную Австралии 186 матчей, что на тот момент было высшим показателем.
После окончания игровой карьеры была членом правления Австралийского антидопингового агентства, в 1994—1996 годах — членом комитета национальной хоккейной лиги. Также работала тренером региональных хоккейных команд.

## Увековечение
12 января 1994 года введена в Зал спортивной славы Австралии.